# Grand Hotel (série télévisée, 2019)
Pour les articles homonymes, voir Grand Hôtel.
Cet article concerne la série américaine. Pour la série espagnole, voir Grand Hôtel (série télévisée, 2011).
Grand Hotel est une série télévisée américaine en treize épisodes de 43 minutes diffusée entre le 17 juin et le 9 septembre 2019 sur le réseau ABC et en simultané sur le réseau CTV au Canada.
La série est une adaptation modernisée de la série télévisée espagnole Grand Hôtel, créée par Ramón Campos et Gema R. Neira et diffusée entre 2011 et 2013 sur Antena 3.
Au Québec, elle a été annoncée à l'hiver 2019 par Séries+, mais n'a pas été diffusée. En France, la série est disponible sur la plateforme SVOD Salto. Elle est inédite dans tous les autres pays francophones.

## Synopsis
Danny rejoint l'équipe de l'hôtel le plus en vue de Miami Beach. Là-bas, il fait la rencontre d'Alicia avec qui il commence à flirter. Mais cette dernière n'est autre que la fille de Santiago Mendoza, le très riche propriétaire de l'hôtel.
La famille Mendoza est la dernière famille propriétaire d'un hôtel à Miami. Elle vit dans le luxe et ne se soucie pas de l'argent. Mais c'est le choc pour Alicia et son frère Javi quand ils découvrent que leur père vend l'hôtel. Avant d'appartenir à ce dernier, l'hôtel était la propriété de leur mère qui souhaitait le garder dans la famille. Des tensions vont donc se créer notamment avec Gigi, la nouvelle femme de leur père et ancienne meilleure amie de leur mère.
Mais sous ce luxe se cachent de nombreux scandales. Entre la vente de l'hôtel qui n'est pas très claire et des employés qui en savent un peu trop, la vie de la famille Mendoza ne va pas être de tout repos.

## Distribution

### Acteurs principaux
- Demián Bichir (VF : Julien Kramer) : Santiago Mendoza
- Roselyn Sánchez (VF : Laëtitia Lefebvre) : Gigi Mendoza
- Denyse Tontz (en) (VF : Kelly Marot) : Alicia Mendoza
- Bryan Craig (VF : Thibaut Lacour) : Javi Mendoza
- Wendy Raquel Robinson (en) (VF : Virginie Emane) : Helen « Mrs P » Parker
- Lincoln Younes (VF : Aurélien Raynal) : Danny
- Shalim Ortiz (en) (VF : Laurent Maurel) : Mateo
- Anne Winters (VF : Céline Legendre-Herda) : Ingrid
- Chris Warren Jr. (VF : Jonathan Amram) : Jason Parker
- Feliz Ramirez (VF : Aurore Bonjour) : Carolina
- Justina Adorno (VF : Anne-Charlotte Piau) : Yoli

### Acteurs récurrents et invités
- John Marshall Jones (VF : Jean-Paul Pitolin) : Malcolm Parker
- Arielle Kebbel (VF : Charlotte Marin) : Sky Garibaldi
- Cassie Scerbo (VF : Nathalie Bienaimé) : Vanessa
- Jencarlos Canela (VF : Jérôme Pauwels) : El Rey
- Brandon Quinn : Victor Calloway
- Adrian Pasdar (VF : Jean-Philippe Puymartin) : Felix Renna
- Eva Longoria (VF : Barbara Beretta) : Beatriz Mendoza

#### Doublage
- Société de doublage : Dubbing Brothers
- Direction artistique : Pascale Vital

Source: RS-Doublage

## Développement

### Production
Le 21 novembre 2017, ABC annonce le développement d'une adaptation américaine de la série télévisée espagnole Grand Hôtel par l'équipe derrière Ugly Betty et avec Eva Longoria à la production.
Le 2 février 2018, la chaîne annonce la commande d'un pilote puis le 11 mai 2018, elle passe commande d'une première saison. Il est également annoncé que Ramón Campos, l'un des créateurs de la série originale, et Teresa Fernández-Valdés qui travaillait également dessus, rejoignait la production de la série.
Le 15 mai 2018 lors des Upfronts, ABC annonce que le lancement de la série est prévu pour la mi-saison 2018-2019.
Le 1er octobre 2019, ABC annule la série.

### Casting
Le 15 février 2018, Roselyn Sánchez est la première à rejoindre la distribution de la série. Elle est suivie dans le même mois par Chris Warren Jr..
En mars 2018, une grande partie du reste de la distribution est dévoilée : Demián Bichir pour le rôle du patriarche de la famille Mendoza ; Wendy Raquel Robinson ; Shalim Ortiz ; Denyse Tontz pour le rôle d'Alicia Mendoza ; Anne Winters ; Bryan Craig pour le rôle de Javi Mendoza ; Lincoln Younes pour le rôle de Danny puis Feliz Ramirez et Justina Adorno.

## Épisodes
1. Pilot
2. Smokeshow
3. Curveball
4. The Big Sickout
5. You've Got Blackmail
6. Love Thy Neighbor
7. Where the Sun Don't Shine
8. Long Night's Journey Into Day
9. Groom Service
10. Suite Little Lies
11. Art of Darkness
12. Dear Santiago
13. A Perfect Storm